# Stefano Cerioni
Stefano Cerioni, född den 24 januari 1964 i Madrid, Spanien, är en italiensk fäktare som bland annat tog OS-guld i herrarnas florett i samband med de olympiska fäktningstävlingarna 1988 i Seoul.